# 耿圩镇
耿圩镇，是中华人民共和国江苏省宿迁市沭阳县下辖的一个乡镇级行政单位。
2021年3月2日，撤销耿圩镇、北丁集乡，设立新的耿圩镇。以原耿圩镇、北丁集乡的行政区域为新的耿圩镇行政区域。

## 行政区划
耿圩镇下辖以下地区：
耿圩社区、郭圩村、汪圩村、梁荡村、闸西村、淮西村、周庙村、孙庄村、管桥村、沂南村、王庙村和岗庄村。